# Condado de Dallam
O Condado de Dallam é um dos 254 condados do estado norte-americano do Texas. A sede do condado é Dalhart, e sua maior cidade é Dalhart.
O condado possui uma área de 3 899 km² (dos quais 1 km² estão cobertos por água), uma população de 6 703 habitantes, e uma densidade populacional de 4.5 hab/milha² (1.7 hab/km²) (segundo o censo nacional de 2010); a populacão em 2019 foi estimada a 7 287, um aumento de 584 (8.8%).
O condado foi criado em 1876.